# Luis Bayardo
Luis Jorge Bayardo Ramírez (Tecolotlán, 28 ottobre 1935) è un attore e doppiatore messicano noto per le sue apparizioni in numerose telenovela di Televisa e per aver prestato la propria voce in doppiaggi di film Disney.

## Filmografia

### Cinema
- Los signos del zodiaco - regia di Sergio Véjar (1963)
- En el último trago - regia di Jack Zagha Kababie (2014)

### Televisione
- Espejo de sombras - serie TV (1960)
- El juicio de los padres - serie TV (1960)
- Sor Juana Inés de la Cruz - serie TV (1962)
- Encadenada - serie TV (1962)
- El usurero - serie TV (1969)
- Mundo de juguete - serie TV (1974)
- Anche i ricchi piangono (Los ricos también lloran) - serie TV (1979-1980)
- Mujer, Casos de la Vida Real - serie TV (4 episodi) (2000-2004)
- Hospital el paisa - serie TV (1 episodio) (2004)
- Vecinos - serie TV (1 episodio) (2007)
- Mañana es para siempre - serie TV (80 episodi (2008-2009)
- Mar de amor - serie TV (9 episodi) (2009-2010)
- La fuerza del destino - serie TV (7 episodio) (2011)
- Como dice el dicho - serie TV (2 episodi) (2011,2014)
- Por Ella Soy Eva - serie TV (1 episodio) (2012)
- Porque el amor manda - serie TV (21 episodi) (2012-2013)
- Libre para amarte - serie TV (107 episodi) (2013)
- Muchacha italiana viene a casarse - serie TV (1 episodio) (2014)
- Hasta el fin del mundo - serie TV (2 episodi) (2015)
- Pasión y poder - serie TV (2015-2016)
- Sin tu mirada - serie TV (2017-2018)

## Doppiaggio

### Animazione
- Timoteo in Dumbo - L'elefante volante (secondo doppiaggio)
- Bernard in Le avventure di Bianca e Bernie, Bianca e Bernie nella terra dei canguri
- Bambi adulto in Bambi (secondo doppiaggio)
- Winnie the Pooh in Le avventure di Winnie the Pooh
- Fred Jones in Scooby-Doo! Dove sei tu?
- Van in Cars - Motori ruggenti, Cars 2
- Paperon de' Paperoni in Canto di Natale di Topolino
- Mr. Flaversham in Basil l'investigatopo
- Fflewddur Fflam in Taron e la pentola magica
- Principe Lír in L'ultimo unicorno
- Shinsaku Ban in Metropolis

### Film
- Gene Wilder in Willy Wonka e la fabbrica di cioccolato
- Jack Haley in Il mago di Oz
- Jack Lemmon in A qualcuno piace caldo
- Derek Jacobi in Il gobbo di Notte Dame
- Dabney Coleman in L'ispettore Gadget